# Poesía árabe
La poesía árabe (en árabe: الِشعر العربي) es el género más antiguo de la literatura árabe. Está compuesta y escrita en lengua árabe tanto por escritores árabes como por escritores no árabes. 
Los primeros restos de poesía escrita en árabe datan del siglo VI, aunque se cree que la poesía oral fue cultivada desde bastante antes. 
Este tipo de poesía se clasifica en dos grandes tipos, rimada o medida, siendo más antigua la primera que la segunda. 
La poesía rimada se expresa a de través de quince diferentes tipos de medidas, recogidas y explicadas por Al-Farahidi en la obra que se conoce con el nombre de “علم العروض” (La ciencia de Arud). Más tarde, al-Zamajshari, añadió una medida más. Estas medidas de la poesía rítmica son conocidas en árabe como “بحور” o mares. La unidad de medida de los mares es conocida como “تفعيلة” (Taf’ila), de forma que cada mar contiene cierto número de Taf’eelas que el poeta tiene que cuidar en cada verso (bayt) del poema. El procedimiento de medida de un poema es muy riguroso. En ocasiones, añadiendo o eliminando una consonante o una vocal se puede cambiar el bayt de una medida a otra. Asimismo, en la poesía rimada, cada bayt tiene que terminar con el mismo ritmo (qafiya) a lo largo de todo el poema.
Con la expansión del islam en Persia, el idioma árabe fue enriquecido en gran medida por los gramáticos árabes y escritores de ascendencia persa. Los nuevos conversos también influyeron en la poesía. La calidad de la composición en la poesía árabe se vio, en ocasiones, deteriorada, especialmente en la época de los mamelucos y posterior. En el siglo XX, con el Nahda, se dio un resurgimiento del idioma en la literatura y poesía, particularmente en Egipto y Siria.

## Poesía preislámica
La poesía preislámica es referida comúnmente como árabe "الشعر الجاهلي" o Poesía Jahiliyyah, lo que se traduce como "Poesía en el Periodo de Ignorancia". este nombre fue mayormente acuñado por los posteriores musulmanes para diferenciar entre "la era de la ignorancia", y la poesía post-Islámica o "Era de la Iluminación".
El idioma, en general, y la poesía, en particular, fueron un asunto de importancia central entre los árabes. Philip Hitti describe la fascinación de los árabes por la poesía :"Ningún pueblo en el mundo manifiesta tanta admiración entusiasta por la expresión literaria, y son, tan motivados por la palabra, hablada o escrita, como los árabes. El público moderno en Bagdad, Damasco y El Cairo sublimado al grado más alto por el recital de poemas, sólo puede ser vagamente comprendido, por la entrega de oraciones en la lengua clásica, aunque se entienda solo parcialmente. El ritmo, la rima, la música, produce en ellos el efecto de lo que llaman "magia legal".
Por lo tanto, la poesía ocupó un papel principal en la sociedad preislámica, con el poeta o sha'ir cumpliendo el papel de historiador, adivino y pregonero, similar al aedo de la antigua sociedad griega. Palabras de alabanza a la tribu o "qit'ah" y sátiras virulentas denigrando a otras tribus, "hija'", parecen haber sido los subgéneros más populares de la poesía temprana. El sha'ir representaba como individuo el prestigio de la tribu y su importancia en la península de Arabia, y certámenes de poesía o "zajal" se celebraban en lugar de verdaderas guerras. 'Ukaz, una plaza comercial cercana a La Meca, servía recurrentemente de auditorio a un festival de poesía que se celebraba con cierta regularidad, donde el arte de los sha'irs podía ser apreciado.
Las principales muestras de literatura árabe más antiguas son unas composiciones de la Arabia preislámica llamadas mu'allaqat, «colgadas» y Mufaddaliyat. El nombre de mu'allaqat se atribuye tradicionalmente al hecho de que las mejores podrían haber sido escritas y colgadas de los muros de la Kaaba, entonces panteón de La Meca, por haber resultado vencedoras en alguna prestigiosa justa poética. Esto habría permitido su supervivencia, dado que en la época la literatura era de transmisión oral y por tanto cabe suponer que la mayor parte de su producción se perdiese. Las mu'allaqat son largos poemas que responden a un esquema fijo que luego heredará, con variaciones, la poesía clásica de época islámica. La poesía preislámica ha quedado en la cultura árabe como modelo lingüístico y literario y como ejemplo de valores primigenios ligados a la vida en el desierto, como la caballerosidad.
Paralelamente al sha'ir,y frecuentemente como su aprendiz, está el rawi o recitador. El trabajo del rawi consistía en aprender de memoria los poemas y recitarlos con explicaciones, y probablemente con adornos. Esta tradición permitiría la transmisión de estos trabajos poéticos y la práctica sería adoptada después por el hafiz para la memorización del Corán. En algunos periodos hubo linajes de ilustres poetas, cada uno entrenando a un rawi como un bardo para promover sus versos hasta dominarlos y continuar con la tradición. Así, Tufayl entrenó a 'Awas ibn Hajar, 'Awas entrenó a Zuhayr ibn Abî Sûlmâ, Zuhayr entrenó a su hijo Ka'b bin Zuhayr, Ka'b entrenó al-Hutay'ah, al-Hutay'ah entrenó a Jamil Buthaynah y Jamil entrenó Kuthayyir 'Azzah.
Los cantantes se limitaban a interpretar sus trabajos, como Ibrahim al-Mawsili, su hijo Ishaq al-Mawsili e Ibrahim ibn al-Mahdi, hijo de califa al-Mahdi. Muchas leyendas sobre estos primeros cantantes fueron compiladas en el Libro de canciones (Kitab al-Aghani) de Abu'l-Faraj al-Isfahani.
Entre los poetas más famosos de esta etapa tenemos a Imru'l Qays, al-Nabighah al-Dhubyani, Tarafah ibn al 'Abd, y Zuhayr ibn Abî Sûlmâ. Otros, como Ta'abbata Sharran, Al-Shanfara, 'Urwah ibn al-Ward, fueron conocidos como su'luk o poetas vagabundos, muchos de sus trabajos consistían en atacar la rigidez de la vida tribal y alabar la solidaridad.
Hay algunas características que distinguen la poesía preislámica de tiempos ulteriores. Una de estas características es que en la poesía preislámica se da más atención a la elocuencia y la medida del verso (البيت) que al poema como un todo. Esto resultó en poemas que se caracterizan por un fuerte vocabulario e ideas breves pero con versos vagamente conectados.
Una segunda característica es un preludio o proemio romántico o nostálgico con el que solían comenzar. En estos preludios el poeta recordaba a su amada y su hogar abandonado y en ruinas. Este concepto, en poesía árabe, se llama “الوقوف على الأطلال” (ante las ruinas), porque el poeta solía comenzar diciendo que él estaba en las ruinas o pidiendo a sus amigos que lo acompañaran a visitar las ruinas, etc. La fascinación de los poetas preislámicos por estos temas es comprensible, ya que en esta etapa, caracterizada por el beduinismo, los mantenía en un estado de cuasi nomadismo. Esta característica fue posteriormente evitada de la poesía árabe e incluso algunos poetas, como Abu Nuwas, la convertirían en objeto de mofa de la poesía preislámica.

## Poesía en el islam

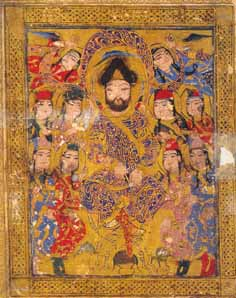
Ilustración del Libro de canciones (Kitab al-Aghani), 1216-20, de Abu'l-Faraj al-Isfahani, una compilación de canciones de poetas y músicos árabes de renombre realizada en el.

Los poemas de la época preislámica, fueron, hasta cierto punto una amenaza para la fe emergente del islam y si bien no fueron censurados, cayeron en desuso por un tiempo. La segregación de la sociedad árabe en tribus y las divisiones intestinas en los certámenes poéticos separaba a los árabes en un momento en que la religión intentaba reunirlos. El 'sha' ir' ' y sus composiciones fueron asociadas a la Jahiliyyah, es decir, la época del oscurantismo, de la ignorancia, y el papel del poeta fue blanco de las críticas en el Corán. 
También criticaron la temática de la poesía temprana, como la poesía báquica, la erótica y sobre el juego, que contrastaba con la nueva ideología. Los poemas satíricos que atacaban una idea o a un líder fueron menos censurados. Aunque algunos poetas se convertían al islam, todavía tomaría un tiempo en desarrollarse una poesía sobre o en alabanza al islam.
No obstante, fue tal la importancia de estos primeros poemas para los estudios islámicos, lo que los llevaría a su preservación. No sólo ilustraron la vida anterior al islam y sus antecedentes, sino que sentaron las bases para el estudio de una lingüística y gramática árabes, en el cual el Corán está considerado como el pináculo.
Un ejemplo famoso de poesía romántica es Layla y Majnún, fechada en el Califato Omeya en el siglo VII. Es una trágica historia de amor imperecedero muy parecida a la posterior Romeo y Julieta, de la cual se dice fue inspirada por una versión latina del manuscrito árabe.[1]

## Influencia árabe en la Poesía Hispánica (Jarchas)
Una jarcha (en árabe, خرجة jarŷa, "salida" o "final") es una composición lírica popular de la Hispania musulmana, que constituía la parte final de la moaxaja, de la que existen ejemplos desde el siglo XI. Las jarchas están compuestas en dialecto hispanoárabe coloquial, o en la lengua romance que utilizaban los andalusíes, impropiamente llamada mozárabe. 
Fueron escritas por poetas cultos árabes y judíos que se tomaban como modelo la lírica románica tradicional. Pudieron recogerlas del folclore popular, o bien adaptarlas a sus necesidades métricas (pues debían integrarse en la moaxaja) o bien componerlas de nueva creación, a partir de moldes tradicionales. Su importancia radica en que son el documento más antiguo que se conoce de poesía en lengua romance.

## Selección de poetas y compiladores
- Abu Nuwas
- Abu Tammam
- al-Mutanabbi
- Ibn al-Rumi (836-896), poeta del período abasí.
- Ibn Hazm
- Ibn Quzman
- Ibn Tufail
- Nizar Qabbani
- Tarafa